# Bromotheres australis
Bromotheres australis är en tvåvingeart som först beskrevs av Ricardo 1913.  Bromotheres australis ingår i släktet Bromotheres och familjen rovflugor. Inga underarter finns listade i Catalogue of Life.